# Таразский троллейбус
Таразский троллейбус — троллейбусная система в Таразе. Открыта 18 апреля 1980 года. Длина контактной сети на момент открытия 15,2 км.

## Эксплуатация и проблемы системы
По состоянию на 2009 год троллейбусная система принадлежала ТОО «Таразкоммуналколик». Планировалась реорганизация компании, в ходе которой выдвигалось предложение о включении ТОО в состав СПК «Онтустик».
Троллейбусная система переживает серьёзный кризис: в 1991 году в городе насчитывалось 76 троллейбусов, курсировавших по 10 маршрутам, однако в постсоветское время система несколько раз переходила из рук в руки, что ухудшило её состояние. Стоимость проезда составляет 45 тенге, однако тарифы на электроэнергию и обслуживание подвижного состава постоянно растут. Изношенность парка троллейбусов составляет 80 % — работоспособность поддерживается исключительно руками работников парка. Значительная часть незадействованной контактной сети демонтирована либо находится в неисправном состоянии.
В 2013 начата реконструкция нескольких линий. Однако в декабре 2013 г. движение троллейбусов было остановлено из-за общегородской реконструкции водопровода. В мае — июне 2014 муниципальная троллейбусная компания была выставлена на продажу, однако торги были предотвращены.
По состоянию на октябрь 2015 года троллейбус не функционировал. Хозяйство законсервировано, но поддерживалось в работоспособном состоянии. Депо номинально работало. Троллейбус находился в муниципальной собственности.
Последний раз троллейбусы Тараза работали с пассажирами в декабре 2013 года. Последний раз троллейбус физически выезжал на линию 10 июня 2014 года во время спецзаказа.
По состоянию на конец 2017 года троллейбус не функционирует. Контактная сеть во всем городе демонтирована.

### Закрытые маршруты
- 1. Микрорайон Аса — Суперфосфатный завод
- 2. Микрорайон Аса — ДПО «Химпром»
- 3. Микрорайон Аса — Фабрика ПОШ
- 4. Вокзал — Фабрика ПОШ
- 5. Суперфосфатный завод — Фабрика ПОШ
- 6. ДПО «Химпром» — Вокзал
- 7. Микрорайон Аса — Вокзал (ранее Вокзал — Суперфосфатный завод)
- 8. Микрорайон Аса — площадь Жамбыла
- 9. Микрорайон Аса — Университет
- 10. Микрорайон Аса — Университет

## Планы
Планировалась линия по проспекту Джамбула, улице Сатпаева.

## Подвижной состав
До 2013 году работали исключительно троллейбусы модели ЗиУ-682. Однако их техническое состояние — было критическим. По состоянию на 2011 год возраст всех троллейбусов составляет более 15 лет, у некоторых из них возраст перешагнул 20-летнюю отметку. С 2013 г. эксплуатировались троллейбусы ТП KAZ 398 в количестве 8 машин, б/у из Алматы. Оставшиеся троллейбусы ЗиУ были законсервированы.